# Средња школа „Артимедија”
Средња школа „Артимедија” је приватна средња школа у Београду.